# 小行星7711
小行星7711（英語：7711 Rip）是一颗围绕太阳公转的小行星。1994年12月2日，茲德內克·莫拉維克在克列特发现了此天体。
这颗小行星的绝对星等为355.7094657934228等。